# Монтіселло (Міннесота)
Монтіселло (англ. Monticello) — місто (англ. city) в США, в окрузі Райт штату Міннесота. Населення — 14 455 осіб (2020).

## Географія
Монтіселло розташоване за координатами 45°17′52″ пн. ш. 93°47′53″ зх. д. / 45.29778° пн. ш. 93.79806° зх. д. (45.297713, -93.797955).  За даними Бюро перепису населення США в 2010 році місто мало площу 23,16 км², уся площа — суходіл.

## Демографія
Згідно з переписом 2010 року, у місті мешкало 12 759 осіб у 4693 домогосподарствах у складі 3164 родин. Густота населення становила 551 особа/км².  Було 4973 помешкання (215/км²).
Расовий склад населення:
| - 92,6 % — білих - 1,5 % — чорних або афроамериканців - 1,0 % — азіатів - 0,5 % — корінних американців - 2,3 % — осіб інших рас |

До двох чи більше рас належало 2,1 %. Частка іспаномовних становила 5,4 % від усіх жителів.
За віковим діапазоном населення розподілялося таким чином: 30,8 % — особи молодші 18 років, 59,7 % — особи у віці 18—64 років, 9,5 % — особи у віці 65 років та старші. Медіана віку мешканця становила 31,4 року. На 100 осіб жіночої статі у місті припадало 96,9 чоловіків;  на 100 жінок у віці від 18 років та старших — 92,7 чоловіків також старших 18 років.
Середній дохід на одне домашнє господарство  становив 73 647 доларів США (медіана — 70 254), а середній дохід на одну сім'ю — 83 480 доларів (медіана — 80 846). Медіана доходів становила 52 292 долари для чоловіків та 42 180 доларів для жінок. За межею бідності перебувало 7,6 % осіб, у тому числі 10,2 % дітей у віці до 18 років та 6,3 % осіб у віці 65 років та старших.
Цивільне працевлаштоване населення становило 6996 осіб. Основні галузі зайнятості: освіта, охорона здоров'я та соціальна допомога — 24,0 %, виробництво — 18,7 %, роздрібна торгівля — 10,6 %, мистецтво, розваги та відпочинок — 8,3 %.